# Bethe-Formel
Die Bethe-Formel (auch Bethe-Gleichung, Bethe-Bloch-Formel, Bethe-Bloch-Gleichung oder Bremsformel) gibt den Energieverlust pro Weg an, den schnelle geladene schwere Teilchen (z. B. Protonen, Alphateilchen, Ionen) beim Durchgang durch Materie durch inelastische Stöße mit den Elektronen erleiden; die übertragene Energie bewirkt im Material Anregung oder Ionisation. Dieser Energieverlust, auch als elektronische Abbremsung oder ungenau als Ionisationsverlust bezeichnet, hängt ab von Geschwindigkeit und Ladung der Projektilteilchen und vom Targetmaterial.
Die klassische nicht-relativistische Formel hat schon 1913 Niels Bohr aufgestellt, die quantenmechanisch nicht-relativistische Formel wurde dann 1930, die unten gezeigte quantenmechanisch-relativistische Version 1932 von Hans Bethe aufgestellt.
Die Bethe-Bloch-Formel gilt nicht für einfallende Elektronen. Zum einen ist für diese der Energieverlust wegen ihrer Ununterscheidbarkeit mit den Hüllenelektronen des Materials anders. Zum anderen kommt bei Elektronen aufgrund ihrer geringen Masse ein bedeutender Energieverlust durch Bremsstrahlung hinzu. Der Energieverlust von Elektronen kann stattdessen mit Hilfe der Berger-Seltzer-Formel beschrieben werden.
Weitere Mechanismen, die zum Gesamt-Energieverlust schneller geladener schwerer Teilchen in Materie beitragen können, sind die nukleare Abbremsung (elastische Coulomb-Stöße mit den Atomkernen, siehe Bremsvermögen) und die Bremsstrahlung.

## Die Formel

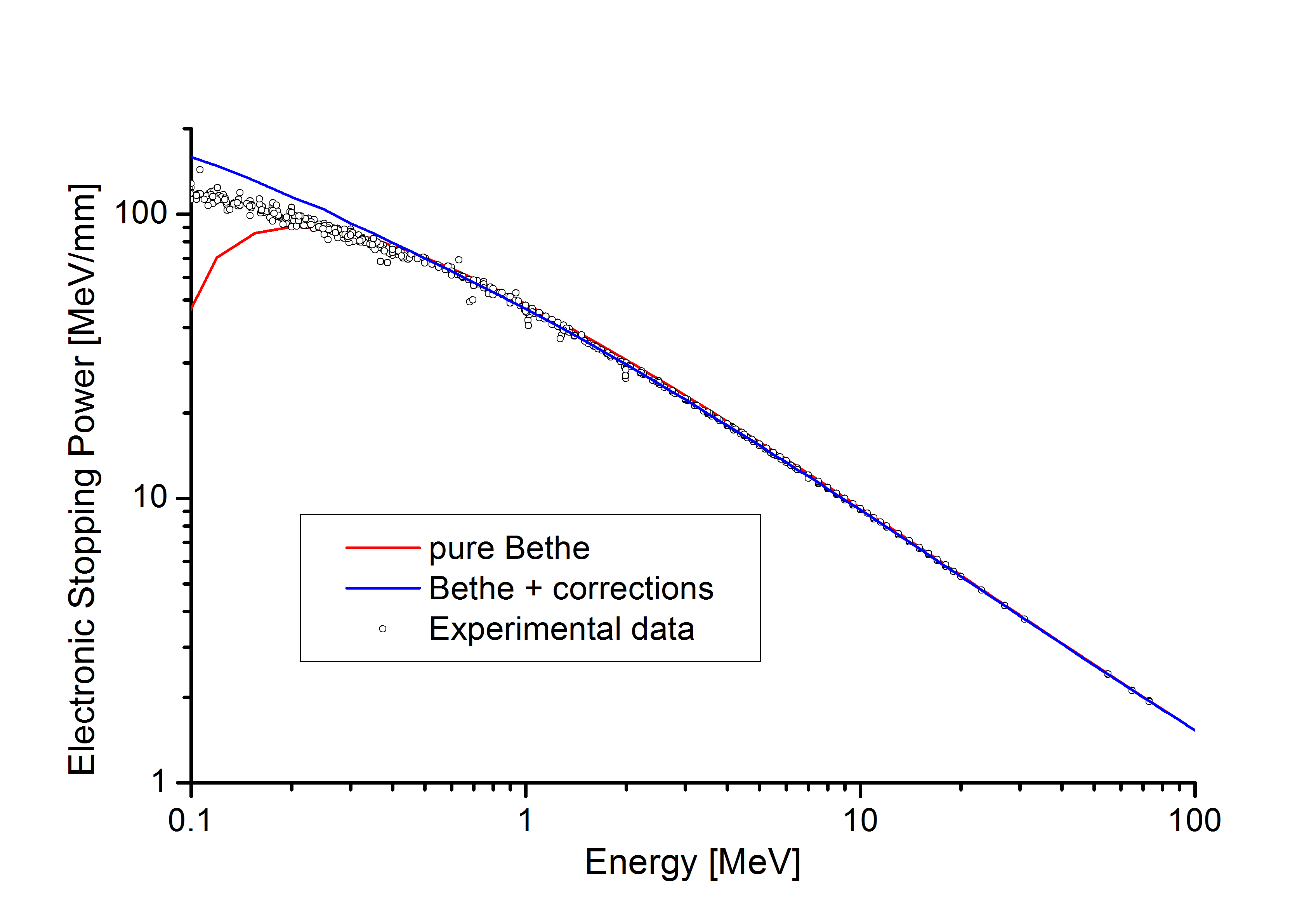
Bremsvermögen von Aluminium für Protonen als Funktion der Energie des Protons, mit Bethe-Formel ohne (rot) bzw. mit Korrekturen (blau)

Bewegen sich schnelle geladene Teilchen durch Materie, führen sie inelastische Stöße mit den Hüllenelektronen des Materials aus. Dies führt zur Anregung oder zur Ionisation der Atome. Dadurch erleidet das durchquerende Teilchen einen Energieverlust, der durch die folgende Formel näherungsweise angegeben wird. Ihre relativistische Form lautet:
{\displaystyle -{\frac {\mathrm {d} E}{\mathrm {d} x}}={\frac {4\pi nz^{2}}{m_{\rm {e}}c^{2}\beta ^{2}}}\cdot \left({\frac {e^{2}}{4\pi \varepsilon _{0}}}\right)^{2}\cdot \left[\ln \left({\frac {2m_{\rm {e}}c^{2}\beta ^{2}}{I\cdot (1-\beta ^{2})}}\right)-\beta ^{2}\right]\qquad \qquad } (1)
wobei
| {\displaystyle \beta }           | = {\displaystyle v/c}                                                         |
| {\displaystyle v}                | = momentane Geschwindigkeit des Teilchens                                     |
| {\displaystyle c}                | = Lichtgeschwindigkeit                                                        |
| {\displaystyle E}                | = Energie des Teilchens                                                       |
| {\displaystyle x}                | = Weglänge                                                                    |
| {\displaystyle z}                | = Ladungszahl des Teilchens ({\displaystyle z\cdot e} = Ladung des Teilchens) |
| {\displaystyle \varepsilon _{0}} | = Elektrische Feldkonstante                                                   |
| {\displaystyle e}                | = Elementarladung                                                             |
| {\displaystyle n}                | = Elektronendichte des Materials                                              |
| {\displaystyle m_{\rm {e}}}      | = Masse des Elektrons                                                         |
| {\displaystyle I}                | = mittleres Anregungspotential des Materials (s. u.)                          |

Die Elektronendichte {\displaystyle n} lässt sich dabei mit {\displaystyle n={\frac {Z\cdot \rho }{A\cdot u}}} berechnen; {\displaystyle \rho } ist die Dichte des Materials, {\displaystyle Z} und {\displaystyle A} Ordnungs- bzw. Massenzahl des Materials und {\displaystyle u} die atomare Masseneinheit.
Im Bild rechts bedeuten die kleinen Kreise Messergebnisse von verschiedenen Arbeitsgruppen; die rote Kurve stellt die Bethe-Formel dar. Offenbar ist die Übereinstimmung von Bethes Theorie mit den Experimenten oberhalb von 0,5 MeV sehr gut, besonders wenn die Korrekturen (s. u.) hinzugefügt werden (blaue Kurve).
Für kleine Energien, d. h. kleine Teilchengeschwindigkeiten {\displaystyle (\beta \ll 1)}, reduziert sich die Bethe-Formel auf
{\displaystyle -{\frac {\mathrm {d} E}{\mathrm {d} x}}={\frac {4\pi nz^{2}}{m_{e}v^{2}}}\cdot \left({\frac {e^{2}}{4\pi \varepsilon _{0}}}\right)^{2}\cdot \ln \left({\frac {2m_{e}v^{2}}{I}}\right).}
Bei kleinen Energien ist die Bethe-Formel nur dann gültig, wenn diese noch hoch genug sind, dass das durchquerende Teilchen keine Hüllenelektronen mit sich führt. Anderenfalls wird seine effektive Ladung dadurch reduziert, und das Bremsvermögen ist kleiner. Es gibt für kleine Energien eine verfeinerte Theorie der elektronischen Abbremsung von Jens Lindhard, Morten Scharff und Hans E. Schiøtt (LSS-Theorie). Näherungsweise wird auch die Barkas-Formel für die effektive Ladungszahl benutzt:
{\displaystyle z_{\mathrm {eff} }=z\left(1-\exp \left(-125\beta z^{-{\frac {2}{3}}}\right)\right)}
Allgemein fällt der Energieverlust mit steigender Energie zunächst etwa mit {\displaystyle 1/v^{2}} ab und erreicht ein Minimum bei etwa {\displaystyle E=3m_{T}c^{2}}, wobei {\displaystyle m_{T}} die Masse des Teilchens ist (also z. B. für Protonen etwa bei 3 GeV, was im Bild nicht mehr sichtbar ist). Da für viele in der Teilchenphysik relevante Strahlungsteilchen und Absorbermaterialien der Energieverlust in der Nähe des Minimums ungefähr den gleichen Wert hat, werden Teilchen mit einer Energie in der Nähe des Minimums häufig zusammengefasst und als MIPs (Minimum Ionizing Particles, dt. minimal ionisierende Teilchen) bezeichnet. Als Faustformel für den spezifischen Energieverlust der MIPs gilt:
{\displaystyle -{\frac {1}{\rho }}{\frac {\mathrm {d} E}{\mathrm {d} x}}\approx 2{\frac {\mathrm {MeV} \mathrm {cm} ^{2}}{\mathrm {g} \;}}}.
Bei noch höherer Energie steigt der Energieverlust wieder an. Bei sehr hohen Energien müssen auch Teilchenreaktionen berücksichtigt werden, die zu Sekundärteilchen führen. Der Energieverlust kann daher in materialabhängiger Weise noch stärker ansteigen.
In der Strahlenbiologie nennt man die Energieabgabe ionisierender Teilchen gemäß der Bethe-Bloch-Gleichung den Linearen Energietransfer ({\displaystyle LET_{\infty }}) und verwendet die Einheit Kiloelektronenvolt pro Mikrometer (keV/µm).

## Das mittlere Anregungspotential
Im Gültigkeitsbereich der Bethe-Formel (1) wird das durchdrungene Material neben der Teilchendichte {\displaystyle n} nur durch einzige Konstante, das mittlere Anregungspotential {\displaystyle I}, beschrieben.
Felix Bloch hat 1933 gezeigt, dass das mittlere Anregungspotential der Atome im Mittel etwa
{\displaystyle I=(10\,\mathrm {eV} )\cdot Z\qquad \qquad } (2)
beträgt, wo {\displaystyle Z} die Ordnungszahl der Atome des Materials bedeutet. Setzt man diese Größe in Formel (1) oben ein, so führt das zu einer Gleichung, die oft als Bethe-Bloch-Gleichung bezeichnet wird. Es gibt aber genauere Tabellen von {\displaystyle I} als Funktion von {\displaystyle Z}. Mit ihnen erhält man bessere Resultate als mit Formel (2).

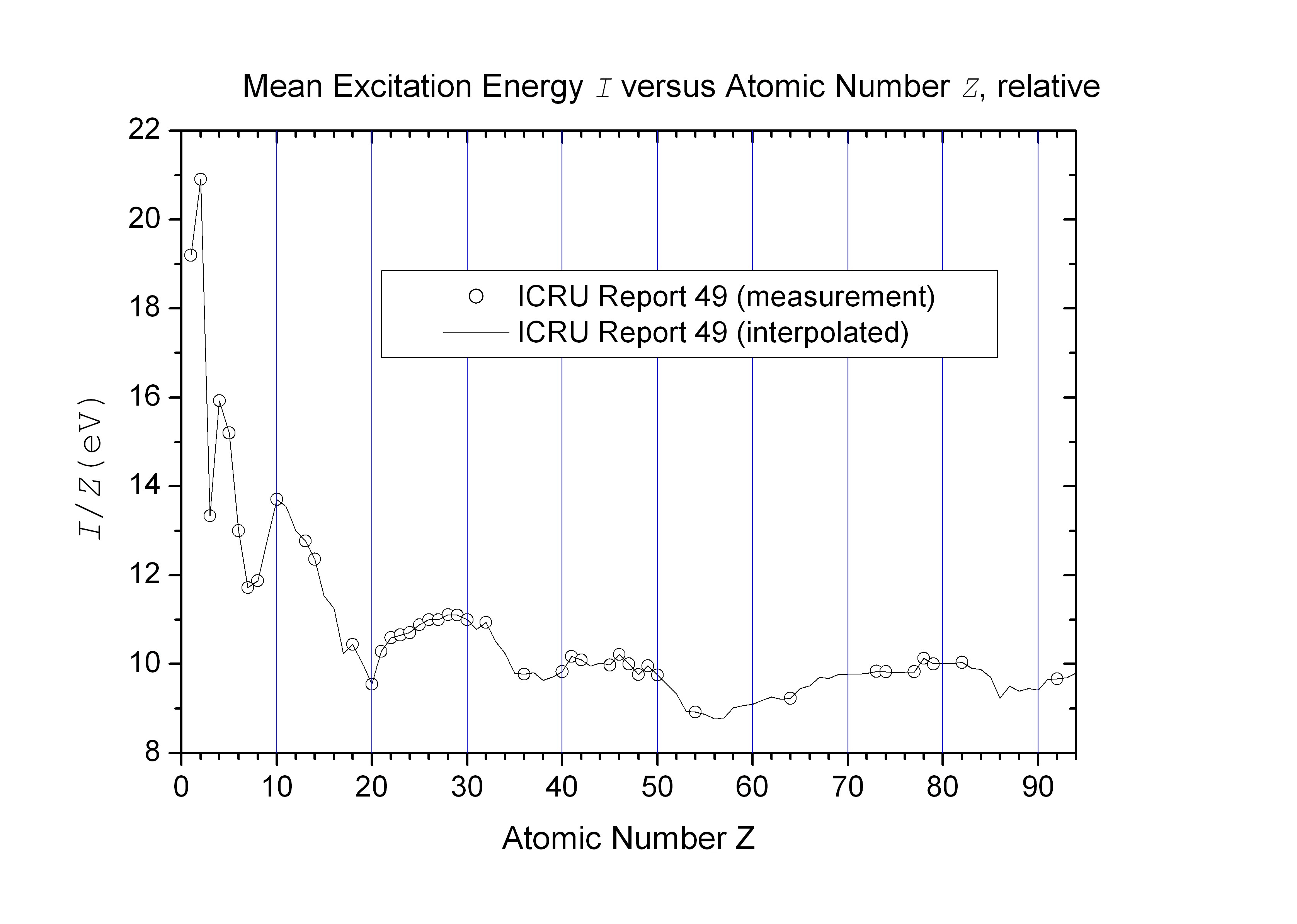
Das mittlere Anregungspotential von Elementen, dividiert durch die Ordnungszahl, aufgetragen über der Ordnungszahl

 Im Bild ist das mittlere Anregungspotential der verschiedenen Elemente gezeigt, das die Information über das jeweilige Atom enthält. Die Daten stammen aus dem genannten ICRU-Report. Den Spitzen und Tälern in der Darstellung („{\displaystyle Z_{2}}-Oszillationen“, wobei {\displaystyle Z_{2}} die Ordnungszahl des Materials bedeutet) entsprechen niedrigere bzw. höhere Werte des Bremsvermögens; diese Oszillationen beruhen auf der Schalenstruktur der Atome. Wie das Bild zeigt, gilt Formel (2) nur näherungsweise.

## Korrekturen
Die Bethe-Formel wurde von Bethe mit Hilfe der quantenmechanischen Störungstheorie abgeleitet, das Ergebnis ist daher dem Quadrat der Ladung {\displaystyle z} proportional. Eine bessere Beschreibung erhält man, wenn man auch Abweichungen berücksichtigt, die höheren Potenzen von {\displaystyle z} entsprechen, und zwar den Barkas-Andersen-Effekt (proportional {\displaystyle z^{3}} nach Walter H. Barkas und Hans Henrik Andersen) und die Bloch-Korrektur (proportional {\displaystyle z^{4}}). Auch muss die Bewegung der Hüllenelektronen im Atom des Materials berücksichtigt werden („Schalenkorrektur“).
Diese Korrekturen sind beispielsweise in den Programmen PSTAR und ASTAR des National Institute of Standards and Technology (NIST), die das Bremsvermögen für Protonen bzw. Alphateilchen berechnen, eingebaut. Die Korrekturen sind groß bei niedrigen Energien und werden immer kleiner, je größer die Energie wird.
Zusätzlich kommt bei sehr hohen Energien noch Fermis Dichtekorrektur hinzu.